# Stillwel·lita-(Ce)
La stillwel·lita-(Ce) és un mineral de la classe dels silicats. Rep el seu nom en honor de Frank Leslie Stillwell (1888-1963), mineralogista australià i explorador antàrtic. Va treballar en el camp d'or de Broken Hill i Kalgoorlie, entre altres llocs.

## Característiques
La stillwel·lita-(Ce) és un nesosilicat de fórmula química CeBSiO₅.
Segons la classificació de Nickel-Strunz, la stillwel·lita-(Ce) pertany a «09.AJ: Estructures de nesosilicats (tetraedres aïllats), amb triangles de BO₃ i/o B[4], tetraèdres de Be[4], compartint vèrtex amb SiO₄» juntament amb els següents minerals: grandidierita, ominelita, dumortierita, holtita, magnesiodumortierita, garrelsita, bakerita, datolita, gadolinita-(Ce), gadolinita-(Y), hingganita-(Ce), hingganita-(Y), hingganita-(Yb), homilita, melanocerita-(Ce), minasgeraisita-(Y), calcibeborosilita-(Y), cappelenita-(Y), okanoganita-(Y), vicanita-(Ce), hundholmenita-(Y), prosxenkoïta-(Y) i jadarita.

## Formació i jaciments
Va ser descoberta a la mina Mary Kathleen, al districte homònim de l'àrea del Mount Isa - Cloncurry, a l'estat de Queensland, a Austràlia. També ha estat descrita en altres indrets d'Angola, Canadà, Xina, França, Groenlàndia, Itàlia, Japó, Noruega, Romania, Rússia, Tadjikistan i Estats Units.